# Laxmipura, Holenarsipur
Laxmipura là một làng thuộc tehsil Holenarsipur, huyện Hassan, bang Karnataka, Ấn Độ.